# Libnotes subaequalis
Libnotes subaequalis är en tvåvingeart som beskrevs av Alexander 1921. Libnotes subaequalis ingår i släktet Libnotes och familjen småharkrankar. Inga underarter finns listade i Catalogue of Life.